# Aplocera suffusa
Aplocera suffusa är en fjärilsart som beskrevs av Louis Beethoven Prout 1937. Aplocera suffusa ingår i släktet Aplocera och familjen mätare. Inga underarter finns listade i Catalogue of Life.